# Shin Mazinger Shōgeki! Z hen
Shin Mazinger Shōgeki! Z Hen (真マジンガー 衝撃! Z編 Shin Majingā Shōgeki! Zetto Hen?, lit. "El verdadero Mazinger ¡Saga Z Impacto!"), titulada Mazinger Edición Z Impacto! en la versión en castellano de Selecta Vision, es una nueva serie de Mazinger, dirigida por Yasuhiro Imagawa (director de G Gundam y Giant Robo) se estrenó en Japón el 4 de abril de 2009. De acuerdo con el personal de producción, no tiene relación con la serie de los 70 y por eso no es un remake de Mazinger Z. La serie cuenta con un argumento básico de Mazinger Z, con muchos de los personajes de la serie original como, las bestias mecánicas. Cuenta con la trama original de Mazinger Z, pero lleva referencias de otras obras de Go Nagai, como Z Mazinger, Violence Jack, Mao Dante y otras. En la serie aparecen elementos de otros trabajos relacionados con Mazinger, tales como la historia de Kedora (basado en la historia original de Mazinger Z escrita por Ken Ishikawa) y la aparición de Energer Z, el concepto original a Mazinger Z.
Además de la serie de televisión, un nuevo manga, Shin Mazinger Zero (真マジンガーZERO Shin Majingā Zero?, lit. El verdadero Mazinger ZERO) se publicó el 18 de abril de 2009 en la revista Champion Red. La pareja responsable de este nuevo shōnen; Akumetsu, Yoshiaki Tabata y Yuki Yogo, escribieron e ilustraron el manga de Shin Mazinger Zero.

## Personajes

### Familia Kabuto
- Koji Kabuto (兜 甲児 Kabuto Kōji?, doblado por Kenji Akabane)
- Shiro Kabuto (兜 シロー Kabuto Shirō?, doblado por Ayumi Fujimura)
- Juzo Kabuto (兜 十蔵 Kabuto Jūzō?, doblado por Yasuaki Suzuki)
- Kenzo Kabuto (兜 剣造 Kabuto Kenzō?)

### Laboratorio de energía fotónica
- Sayaka Yumi (弓 さやか Yumi Sayaka?, doblado por Yoko Honda)
- Gennosuke Yumi (弓 弥之助 Yumi Yanosuke?, doblado por Hiroshi Naka)
- Boss (ボス Bosu?, doblado por Kenichiro Matsuge)
- Nuke (ヌケ?  doblado por  Kiyohito Yoshikai) y Mucha (ムチャ?  doblado por  Hideki Nakanishi)
- Los tres doctores (三博士 San Hakase?): 
  - Sewashi (せわし?  doblado por  Kiyohito Yoshikai)
  - Morimori (もりもり?  doblado por  Hideki Nakanishi)
  - Nossori (のっそり?  doblado por  Hiroaki Ishikawa)
- Loru (ロール Rōru?, doblado por  Mayuki Makiguchi) y Lori (ローリィ Rōrī?, doblado por Yukiko Monden)
- Shun Azuma (東 しゅん Azuma Shun?, doblado por  Yoshikazu Kazuma)
- Masao Oide (大出 政雄 Ōide Masao?, doblado por  Masataka Sawada)

### Casa Kurogane
- Tsubasa Nishikiori (錦織 つばさ Nishikiori Tsubasa?,  doblado por  Miyuki Ichijo)
- Los cinco Kurogane (くろがね五人衆 Kurogane Goninshū?)
  - Cross (クロス Kurosu?,  doblado por  Tessho Genda)
  - Django (ジャンゴ Jango?, doblado por  Yutaka Aoyama)
  - Sensei (先生?)
  - Yasu la comadreja (イタチの安 Itachino Yasu?, doblado por  Masayuki Katou)
  - Kikunosuke (菊ノ助?  doblado por  Seiko Tomoe)

### Isla Bardos
- Dr. Infierno (Dr.ヘル Dokutoru Heru?, doblado por  Kazuhiko Kishino)
- Baron Ashura (あしゅら男爵 Ashura Danshaku?, doblado por  Koya Ishitobi (hombre) y Kaori Yamagata (mujer))
- Conde Brocken (ブロッケン伯爵 Burokken Hakushaku?, doblado por  Minoru Inaba)
- Vizconde Pigman (ピグマン子爵 Piguman Shishaku?, doblado por  Kenichi Mochizuki)
- Gamia Q (ガミアQ Gamia Kyū?, doblado por  Satsuki Yukino)

### Mikene (Micenas)
- Zeus (ゼウス Zeusu?, doblado por  Masaki Yajima)
- Kedora (ケドラ?)
- Archiduke Gorgon (ゴーゴン大公 Gōgon Taikō?, doblado por  Kiyoyuki Yanada)
- Tristán (トリスタン Torisutan?, doblado por  Kaori Yamagata) y Isolde (イゾルデ Izorude?, doblado por Koya Ishitobi)
- Hades (ハーデス Hādesu?, doblado por  Kenji Utsumi)
- El emperador de la oscuridad (闇の帝王 Yami no Teiō?)

### Otros personajes
- Detective Ankokuji (暗黒寺刑事 Ankokuji Keiji?, doblado por  Atsushi Imaruoka)
- Lorelei Heinrich (ローレライ・ハインリッヒ Rōrerai Hainrihhi?, doblado por  Saki Fujita)
- Schtroheim Heinrich (シュトロハイム・ハインリッヒ Shutorohaimu Hainrihhi?, doblado por  Iemasa Kayumi)
- Tetsuya Tsurugi (剣 鉄也 Tsurugi Tetsuya?, doblado por Fumihiro Awano)
- Ankoku Daishogun (闇黒大将軍 Ankoku Daishōgun?)
- Mao Dante (魔王ダンテ Maō Dante?)

## Mechas

### Robots de energía fotónica
- Mazinger Z
  - Jet Scrander
  - God Scrander
  - Big Bang Punch
  - Rocket Punch

- Afrodita A
- Venus A
  - Z Cutter

- Million α
- Baion β
- Daion γ
- Boss Borot

### Con energía de la isla Bardos
- Garada K7
- Doublas M2
- Groizer X10
  - Groizer x9, x11, x12
- Nonakago H2
- Stronger T4
- Brighton J2
- Bludon
- Toros D7
- King Dan X10
- Ghost Fire V9
- Belgas V5
- Grossam X2
- Mario N7
- River F9
- Balga M4
- Garuda C3
- Giguros S4
- Girucross K4
- Balavolantis C8
- Bombcat T3
- Lizardos E5
- Juburn J6
- Jinrai S1
- Daima U5
- Headhawk M3
- Rayas D5
- Gyron J1
- Birdon B7
- Jeiser J1
- Grogos G5
- Bamaras Y1
- Bazin B9
- Urah P9
- Gokyun U5
- Abdora U6
- Dogla S1
- Magla F2
- Baron Ashura
- Brocken V2 Schneider
- Energer Z
- Salude
- Bood
- Ghoul

### Otros
- Great Mazinger
- Danubio α1 (ドナウα1; Danube α1)
- Kedora

## Media

### Home video
Además de los varios vídeos sobre la demanda de servicios de Internet que muestran el flujo del canal Bandai libremente en Japón, la serie se estrenará en los DVD y  Blu-ray formatos. Hasta ahora, dos DVD y una caja de Blu-ray han sido anunciados.
La serie también está programada para un lanzamiento en DVD y Blu-ray en España como Mazinger Edición Z Impacto!.

### Música
Cada uno de los temas de apertura y cierre se han lanzado como Extended play CD. CD. También la banda sonora está disponible en CD, con un volumen hasta ahora. Todos ellos han sido publicados por Lantis.
| Título                                                           | Tipo             | Canción | Artista                    | número de la norma | fecha de lanzamiento                                     |
| ---------------------------------------------------------------- | ---------------- | ------- | -------------------------- | ------------------ | -------------------------------------------------------- |
| Kanjite Knight                                                   | EP (OP1)         | 4       | ULTIMATE LAZY for MAZINGER | LACM-4601          | 2009 de abril del 22                                     |
| Brand new world                                                  | EP (ED1)         | 4       | Natsuko Aso                | LACM-4612          | 2009 de mayo del 27                                      |
| TV anime Shin Mazinger Shogeki! Z Hen Original Soundtrack Vol. 1 | Soundtrack album | 31      | Akira Miyagawa             | LACA-5919          | 2009 de junio del 24 (2000 años, 11 meses y -1975 días)  |
| Shugojin - The guardian                                          | EP (OP2)         | 4       | JAM Project                | LACM-4632          | 2009 de agosto del 05 (2019 años, 9 meses y -1974 días)  |
| Tsuyokimono yo                                                   | EP (ED2)         | 4       | SKE48                      | LACM-4638          | 2009 de agosto del 05 (2019 años, 9 meses y -1974 días)  |
| TV anime Shin Mazinger Shogeki! Z Hen Original Soundtrack Vol.2  | Soundtrack album | 30      | Akira Miyagawa             | LACA-5966          | 2009 de octubre del 07 (2017 años, 7 meses y -1974 días) |

## Personal
- Idea original: Go Nagai
- Dirección/Escenarios: Yasuhiro Imagawa
- Música: Akira Miyagawa
- Opening 1: Kanjite Knight (感じてKnight?) realizado por ULTIMATE LAZY para MAZINGER
- Ending 1: Brand New World realizado por Natsuko Aso
- Opening 2: Shugojin - The guardian (守護神-The guardian?) realizado por JAM Project
- Ending 2: Tsuyokimono yo (強き者よ?) realizado por SKE48
- Director de sonido: Tetsu Motoyama
- Diseñador de personajes: Shinji Takeuchi
- Diseñador de Mazinger y bestias mecánicas: Tsuyoshi Nonaka
- Director artístico: Masatoshi Muto
- Director de fotografía: Yoshito Kuwa
- Productora de animación: BEE·MEDIA, Code
- Productores: Hasshu Tokuhara, Ichiko Nagai, Satsuki Mizuno, Yoshinaga Minami, Katsumi Koike, Koji Morimoto, Daiki Hasebe
- Planificación: Takashi Nagai, Shunji Inoe, Kazumi Kawashiro
- Organización de la serie: Yasuhiro Imagawa

- Narrador: Tessho Genda

Fuentes

## Reparto español
El doblaje en español de esta serie ha sido realizado en Barcelona, cuenta con voces prestigiosas como Ángel de Gracia, voz habitual de Ryan Gosling 
Y Alfonso Valles voz del archi conocido Solid Snake de la Saga Metal Gear (en la versión Española del videojuego Metal Gear Solid para PSX.
- Ángel de Gracia es Koji Kabuto.
- Carmen Ambrós es Sayaka.
- Ariadna Jiménez es Shiro Kabuto.
- Carles di Blasi es Ashura (masculino).
- Susana Damas es Ashura (femenino).
- Pepe Antequera es Juzo.
- Joan Massotkleiner es Dr. Infierno.
- Vicente Gil es Cross.
- Paco Gazquez es Detective Ankokuji.
- Alfonso Valles es Conde Brocken.
- Dani Albiac es Boss.
- Javier Roldán es Urano.
- Maria Rosa Guillén es Tsubasa Nishikiori.